# 8208 Volta
8208 Volta là một tiểu hành tinh vành đai chính với chu kỳ quỹ đạo là 1479.3123104 ngày (4.05 năm).
Nó được phát hiện ngày 28 tháng 2 năm 1995.